# Dubiraphia robusta
Dubiraphia robusta là một loài bọ cánh cứng trong họ Elmidae. Loài này được Hilsenhoff miêu tả khoa học năm 1973.